# Luciano Mencaraglia
Luciano Mencaraglia (Seravezza, 3 luglio 1915 – Siena, 24 agosto 2002) è stato un politico italiano.

## Biografia
Nato a Seravezza, in provincia di Lucca, nel 1915, Luciano Mencaraglia, laureato in Lettere, è stato docente nelle scuole superiori.
Emigrato tra il 1946 e il 1948, ha fatto parte del Partito Comunista Belga. Espulso dal Belgio e rientrato in Italia, ha ricoperto varie cariche all'interno del Partito Comunista Italiano: membro del Comitato federale, del Comitato direttivo e della Segreteria della Federazione provinciale di Siena. È stato sindaco di Siena dal luglio al dicembre 1969, presidente della Provincia di Siena e senatore nella III e nella IV legislatura (dal 1958 al 1968).
Ha inoltre ricoperto le cariche di presidente della sezione provinciale di Siena dell'Associazione nazionale partigiani d'Italia, dell'Ente autonomo mostra vini tipici e dell'Ente provinciale per il turismo di Siena. Non condividendo la Svolta della Bolognina del PCI, è passato nel 1991 al Partito della Rifondazione Comunista e poi dal 1998 ha fatto parte dei Comunisti Italiani.
È morto a Siena il 24 agosto 2002 all'età di 87 anni.

## Opere
- Ugolini Verini Flammetta, Firenze, 1940[1]